# Nexusprothese für Aorten-Dissektion, -Aneurysma
Die operative Versorgung der Erkrankung des Aortenbogens wie Dissektion oder Aneurysma stellt eine Herausforderung an den Operateur dar. Bis Mitte der 90er Jahre war die die offene Operation durch Eröffnen des Brustkorbes und Ersatz des Aortenbogens der Standard, ging aber mit einer hohen Mortalität und Morbidität einher. Mit den Entwicklungen der endovaskulären Chirurgie und deren guten Resultate im Abdomen bei EVAR wurde erhofft, dass sich auch bei den thorakalen Eingriffen die Resultate bzw. die Sicherheit verbessern würden. Allerdings fehlten vor allem wegen der vielen Abgänge im Aortenbogen und der stark gebogenen Form des Aortenbogens geeignete Prothesen. Mit der Nexusprothese steht nun eine mögliche Option zur Verfügung zur Versorgung solcher Erkrankungen zunehmend rein endovaskulär. Andere Implantate wurden vor allem im Segment III und IV als off-label-use, also ohne entsprechende Zulassung verwendet.

## Aortenbogenversorgung mit der Nexusprothese (Nexus uno / Nexus duo / Nexus tre)
Nexus ist eine Prothese für die thorakalen Aortenbogen, der bei thorakalen Aortenaneurysmen, thorakalen Aortenulzeration, thorakalen, aortalen, intramuraen Hämatomen oder thorakalen Aortendissektionen zur Anwendung kommt und die einzige Prothese ist, die auf dem europäischen Markt für diese Indikation zugelassen ist. Diese sogenannte thorakale Aorten Reparatur mit Nexus-Prothese stammt von der Fa. Endospan, die in Herzlia in Israel beheimatet ist. Dabei handelt es sich um eine massgeschneiderte Prothese, die den individuellen anatomischen Verhältnisse und den Bedürfnisse und Wünschen des Operateurs angepasst. Ursprünglich war die erste Nexus-Prothese nur mit einem Arm ausgestattet (Nexus uno oder single, frozen elephant trunk), die 2019 die CE-Zulassung in Europa und die begrenzte FDA-Zulassung in den USA erhielt (nur Investigational Device – Limited by United States law to investigational use). Während Nexus single (uno) für notfallmässige Eingriffe zur Verfügung steht, ist Nexus duo oder tre eine speziell auf den Patienten zu geschneiderte Lösung, die vorgängig bei der Firma Endospan bestellt werden muss und im allgemeinen eine Lieferfrist von zwei bis drei Wochen hat.

### Nexus uno
Die zweiteilige Prothese hat einen Abgang für den Truncus brachiocephalicus im Sinne eines frozen elephant trunkes, die A. carotis com. li. und die A. subclavia li.. müssen evtl. durch Bypässe reanastomosiert werden.

### Nexus duo
Zusätzlich zum Abgang der Nexus uno besteht ein seitlicher, vorfabrizierter Abgang für die A. carotis com. li.

### Nexus tre
Zusätzlich zum Abgang der Nexus uno bestehen zwei seitliche, vorfabrizierte Abgänge für die A. carotis com. li. und A. subclavia li.

### Material
Beim Material der Nexusprothese handelt es sich um einen Stentgraft / Prothese aus einem Nitinol-Draht-Geflecht mit einer handgewobenen Polyester-Oberfläche als Graft-Überzug. In besonderem Masse spielt bei diesem Produkt das Problem der gebogenen Form des Aortenbogens eine Rolle, was besondere Anforderungen an die Anschmiegbarkeit und Verformung des Produktes stellt.

## Indikationen
Versorgung von thorakalen Aortenaneurysmen, penetrierende Aorten-Ulzerationen, intramurale Hämatome und Aortendissektionen, i. B. bei älteren oder high-risk Patienten, wegen deren hoher Morbidität und Mortalität.

### Kontraindikationen
Verschluss der Zugänge für den Hauptkörper (Leriche-Syndrom) und Seitenäste (Truncus brachiocephalicus). Verschluss des Abgangs der A. carotis li. und A. axillaris li., Vorsicht bei thrombotischen Auflagerungen im Bereich dieser Zugänge. Bestehende Infektionen (mykotische Aneurysmen). Allergien / Unverträglichkeit gegen Inhaltsstoffe der Prothese.

### Zugänge
meist zwei (Nexus uno) bis vier (Nexus tre) inguinal (A. femoralis com. li. oder re.) und axillär re. (A. axillaris re.) evtl. zusätzlich axillär li. (A. axillaris li.) und A. carotis com. li.

### Schrittweises Vorgehen
Allenfalls muss in einem ersten Schritt eine Anastomose zwischen Truncus brachiocephalicus und A. carotis com. li. und A. subclavia li. durchgeführt werden (bei Nexus uno). Dies erfolgt meist während einer vorangehenden, separaten und zeitlich getrennten Operation (meist ca. eine Woche vorher). Perkutane wird dann die Punktion der Gefäße in Lokalanästhesie durchgeführt, Vorschieben der weichen Drähte, Einführen der Verschluss-Devices (z. B. Angio-Seal, FemoSeal, ProGlide, StarClose, Prostar XL, Manta etc.), Wechseln auf steifere Drähte, Einführen, Positionierung und Absetzen des Hauptkörpers als frozen elephant trunk mit seinem ersten Abgang in den Truncus brachiocephalicus, Einführen, Positionieren und Absetzen des aufsteigenden Teils der Prothese, Ballonieren der Prothese und ihres Abganges, Einführen und Positionieren der Seitenäste, Ballonieren aller Prothesenanteile, Knoten der Verschluss-Devices, Kompressionsverbände im Bereich der Zugänge.

## Komplikationen

### Krankheitbedingte Komplikationen
Wachstum des Aneurysmas, Fortschreiten der Dissektion, Aorten-Ruptur,

### Interventionsbedingte Komplikationen
Migration des Graftes, Endoleaks (bis 39 %), Seitenastverschlüsse, Bypassverschlüsse, Schlaganfälle (bis 7 %), Dissektion der Seitenäste, Thrombosierung der Seitenäste, Infekt des Graftes (weniger als 0,1 % der Fälle)

### Allgemeine Komplikationen
Niereninsuffizienz, Paraplegie, Myokardinfarkt,

## Erfolgsaussichten / Resultate
Bei der Untersuchung von 22 konsekutiven Patienten nach 5 Jahren in Europa wurden 2 Todesfälle (9,1 %) und ein Schlaganfall (4,5 %) beobachtet. Keine Paraplegien, keine Niereninsuffizienzen und keine neuen Dissektionen sind aufgetreten. Reinterventionen auf Grund der verwendeten Prothese waren keine notwendig. Kein zusätzlicher Schlaganfall, kein Seitenastverschluss und keine Dislokation der einzelnen Teile der Prothese traten auf. Bei zwei Patienten (9 %) war eine Reintervention wegen eines Endoleak Typ IV bzw. IIIB notwendig.
Bei der ersten Publikation nach drei Jahren wurden 28 Patienten weltweit eingeschlossen, wobei 8 Todesfälle auftraten (28,5 %), allerdings keiner bedingt durch den verwendeten Graft. Bei 2 (7 %) Patienten trat ein Schlaganfall auf, wobei einer zu invalidisierenden Folgen führte. Bei 4 Patienten (14 %) trat eine Niereninsuffizienz auf, alle bedurften mindestens einer temporäre Dialyse. es traten keine Paraplegien, kein Myokardinfarkt und keine Aorteninsuffizienz auf. Bei 8 (28,5 %) musste eine ungeplante Reintervention durchgeführt werden. 3 (10,7 %) standen im Zusammenhang mit der verwendeten Prothese oder der Aorta selbst. Bei 2 Fällen (7 %) kam es zum Verschluss eines zervikalen Bypasses. Bei 11 Patienten (39 %) wurden Endoleaks gefunden.

## Mögliche Folge- / Korrektur-Operationen
Folge- und weitere Korrektur-Operationen sind möglich.

### Endoleak
Allenfalls muss an der Stelle des Endoleaks eine Verlängerung des Stents endovaskulär eingeführt werden (Typ Ia oder Ib Endoleak), im Stent selbst eine zusätzliche Abdeckung erreicht werden (Typ III Endoleak) oder der retrograde Zufluss, z. B. mittels Coiling unterbunden werden (Typ II Endoleak).

### Infekt
Ausbau des Graftes, offener Ersatz und längere Zeit resistenzgerechte Antibiose.

## Nachsorge
Nachkontrollen nach 6 bis 12 Wochen, anschließend je nach Befund jährlich (Wachstum des Aneurysmas, Migration des Graftes, Endoleak, Fortschreiten der Dissektion, Ruptur, Verschluss eines Nexus-Astes, Verschluss der zervikalen Bypässe).

## Geschichte
Histrorisch war die Versorgung des thorakalen Aortenaneurysmas und der Dissektion eine Herausforderung, da die offene Operation an der thorakalen Aorta mit hohen Morbiditäts- und Mortalitäts-Raten verbunden war, was den Wunsch nach einer endovaskulären Versorgung förderte und damit erhofften niedrigeren Komplikationen und Letalitäten analog dem EVAR. Die Versorgung der Pathologien der Aorta in den Segmenten III und IV stellte kein all zu großes Hindernis dar, die anspruchsvolle Versorgung der Region mit Abgängen (Zone 0 bis II) blieb aber lange eine Herausforderung für die endovaskuläre, besonders die rein endovaskuläre Versorgung. In der Folge waren Hybrideingriffe mit Anastomosen des Truncus brachiocephalicus zur A. carotis li. und A. subclavia li. die einzige Alternative zur offenen Versorgung. 2019 erhielt die Nexusprothese die limitierte (nur Investigational Device – Limited by United States law to investigational use) Anerkennung durch die FDA in den USA und CE Mark approval in Europa. Bei diesem Implantat wurde anfangs nur ein Abgang (Truncus brachiocephalicus), später auch durch entsprechende seitliche Öffnungen, die Seitenäste (A. carotis li. und A. subclavia li.) versorgt.